# フルンボイル・ハイラル空港
フルンボイル・ハイラル国際空港（中国語: 呼伦贝尔海拉尔机场 ― (IATA: HLD, ICAO: ZBLA)）は、中華人民共和国内モンゴル自治区フルンボイル市ハイラル区にある商業空港で、内モンゴル自治区の主要な空港の内の一つである。中国では「国家一級4D級の空港」と位置付けられている。空港は1932年に建設開始され、フルンボイル市ハイラル区東山にある（市街地から約3キロメートル）。地元では「海拉尔东山机场（＝ハイラル東山国際機場）」と呼ばれていて、正式名称は、2011年1月1日に現在の空港名に改名している。

## 就航航空会社と就航都市
| 航空会社     | 就航地                                     |
| ------------ | ------------------------------------------ |
| 中国国際航空 | 北京/首都、重慶/江北、フフホト、武漢、チタ |
| 大新華航空   | 北京/首都                                  |
| 天津航空     | 大慶、ウランホト、フフホト                 |
| 青島航空     | ハルビン                                   |
| 福州航空     | ハルビン、フフホト                         |
| 華夏航空     | ジャグダチ、ジャラントン、フフホト         |
| 成都航空     | 天津                                       |
| 吉祥航空     | 通遼                                       |
| 山東航空     | フフホト                                   |
| 金鹏航空     | フフホト                                   |
| 上海航空     | フフホト                                   |
| エバー航空   | 台北/桃園                                  |
| 香港航空     | 香港                                       |
| フンヌ・エア | ウランバートル                             |

## 出入国管理の手続き
フルンボイル・ハイラル国際空港は、内モンゴル自治区の比較的大きな地方都市のフルンボイルにはあるものの、空港自体は小さな地方空港であるため、空港設備が割とこぢんまりとしている。出入国管理施設は通常のサイズではあるが、中国人民解放軍の監視体制の下、警備は厳しい。警備が厳しい理由としては、国際線がロシアのチタや台北/桃園（稀）への便しかなく、ここから国境を越えるのはハイラルかチタなどの地元の人がほとんどであるため、それ以外の人々（即ち、外国人）に対しての出入国手続きが慎重になっているものと考えられる。なお、出入国手続き書類などは全て中国語であり、出入国審査官との英語でのコミュニケーションもほぼ期待できない。